# Nagari (ort i Indien)
Nagari är en ort i Indien.   Den ligger i distriktet Chittoor och delstaten Andhra Pradesh, i den södra delen av landet, 1 700 km söder om huvudstaden New Delhi. Nagari ligger 116 meter över havet och antalet invånare är 25 933.
Terrängen runt Nagari är kuperad åt nordväst, men åt sydost är den platt. Runt Nagari är det tätbefolkat, med 427 invånare per kvadratkilometer. Närmaste större samhälle är Thiruthani, 16,5 km söder om Nagari. Trakten runt Nagari består till största delen av jordbruksmark.